# Дом правительства Республики Беларусь
Дом правительства Республики Беларусь (бел. Дом урада Рэспублікі Беларусь) — здание правительства Республики Беларусь в Минске. Расположено на площади Независимости. Крупнейшее общественное здание объёмом 240 000 м³, один из лучших памятников конструктивизма, положило начало формированию нового центра города — бывшей площади Ленина. В здании работает нижняя палата законодательного органа государственной власти — Национального собрания Республики Беларусь — Палата представителей; Совет Министров — центральный орган исполнительной власти, Президентская библиотека Республики Беларусь, другие государственные учреждения.
В прошлом — Дом правительства Белорусской ССР.

## История

### Строительство
Был построен с 1930 по 1934 г. по проекту архитектора Иосифа Григорьевича Лангбарда.
Конкурс на проектирование Дома правительства БССР (главного административного здания республики) — проводился в 1929 г. по заданию Центрального Исполнительного Комитета и Совета Народных Комиссаров республики. Работа И. Г. Лангбарда была признана лучшей на конкурсе и принята с незначительными изменениями. В конкурсе участвовали такие именитые архитекторы, как Л. В. Руднев, И. И. Фомин, Н. А. Троцкий и другие.
Минск в те годы не имел генерального плана реконструкции и развития города, и его центральная часть (с главной улицей шириной 18—26 м) была плотно застроена. По этой причине строительство в исторически сложившемся центре города такого значительного комплекса, как Дом правительства было более чем сложным. Для строительства здания был выбран участок в западной части города, в начале Советской ул. (ныне проспект Независимости) недалеко от железной дороги. Этот район, сложившийся в дореволюционное время, представлял собой хаотично застроенный малоэтажными постройками.
Строили здание вручную, без экскаваторов, бульдозеров и башенных кранов (башенные краны появились только в 1940 г.). Строительные механизмы в республике практически отсутствовали, а цемент и металл являлись большим дефицитом. Котлован для фундамента копали вручную, землю вывозили на телегах. Единственная механизация при строительстве Дома правительства — построенный из брёвен шахтный подъёмник для поднятия вверх кирпича и других строительных материалов. В начале 1930-х гг. здание Дома правительства было самой высокой постройкой в Минске.

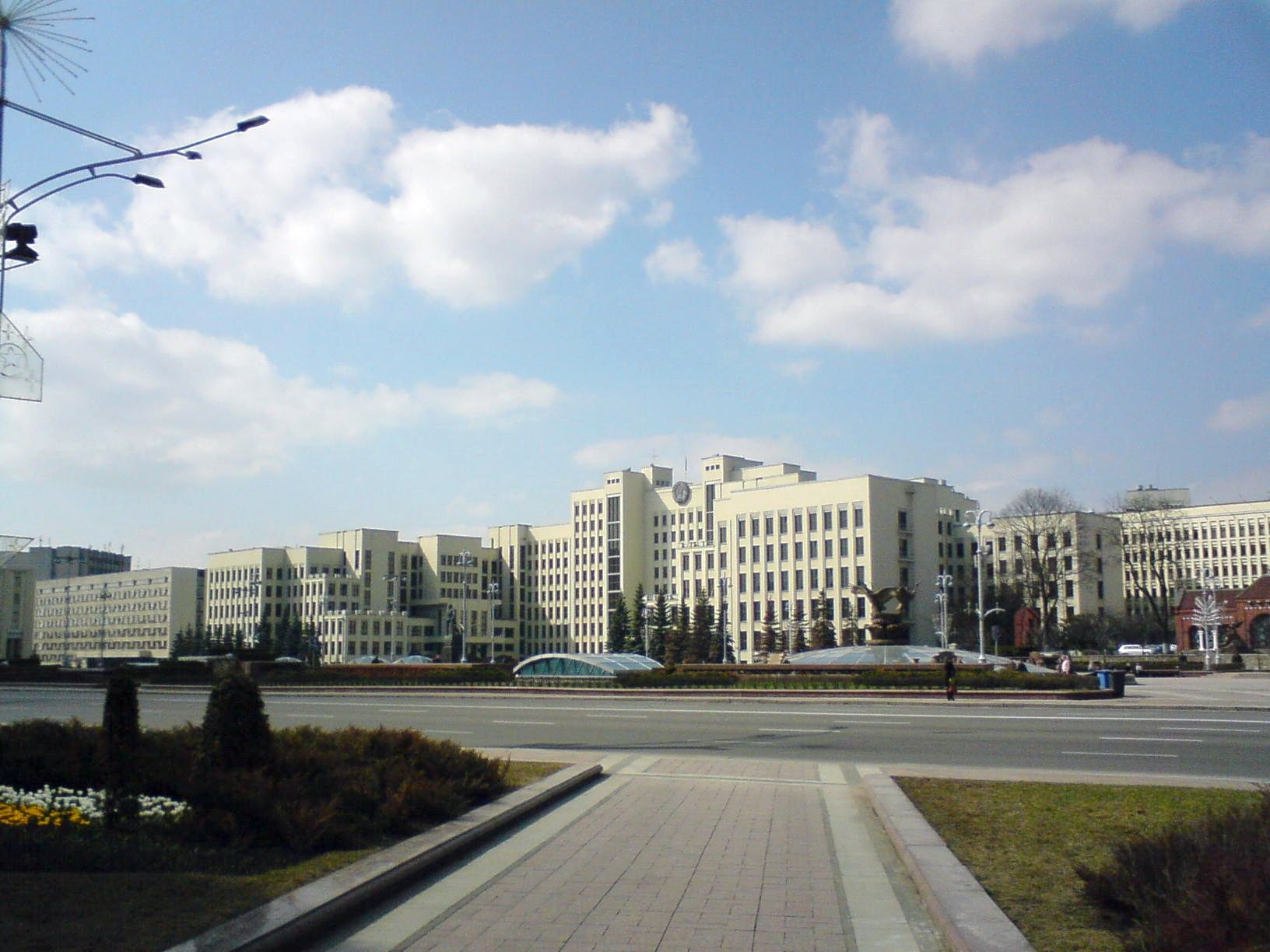
Дом правительства в Минске

В проекте Лангбарда была предусмотрена площадь для проведения демонстраций и военных парадов в дни общенародных праздников.
В создании монументальной живописи участвовал крупнейший советский художник того времени Исаак Бродский, который написал несколько великолепных картин и портретов. Росписи потолков вестибюлей, кулуаров и фойе зала заседаний Верховного Совета были выполнены художниками И. Френком и М. Лебедевой. Под руководством Лангбарда и скульптора М. Керзина, молодые белорусские скульпторы З. Азгур, А. Бембель, А. Орлов, А. Глебов, Г. Измайлов создали галерею скульптурных портретов «основоположников научного коммунизма и вождей пролетарской революции», которых по проекту предполагалось установить в зале заседаний Верховного Совета между прямоугольными в плане столбами, расположенными по дуге вокруг амфитеатра. Однако было принято решение установить часть из них в вестибюле и на лестницах центрального объема.
По бокам лестниц, ведущих в СНК и в помещения Верховного Совета, были установлены бюсты К. Маркса и Ф. Энгельса (скульптор М. Керзин), Г. Бабефа, Ф. Дзержинского, А. Мясникова (скульптор А. Орлов) и К. Либкнехта (скульптор Г. Измайлов). Позже, из-за неудобного обозрения и восприятия скульптурных бюстов, они были убраны. В зале заседаний и фойе скульпторами А. Бембелем, В. Риттером и Г. Измайловым было выполнено несколько больших многофигурных рельефов.
Первоначально на уровне третьего этажа предполагалось сооружение соединительной галереи — трибуны между двумя фланкирующими крыльями здания.

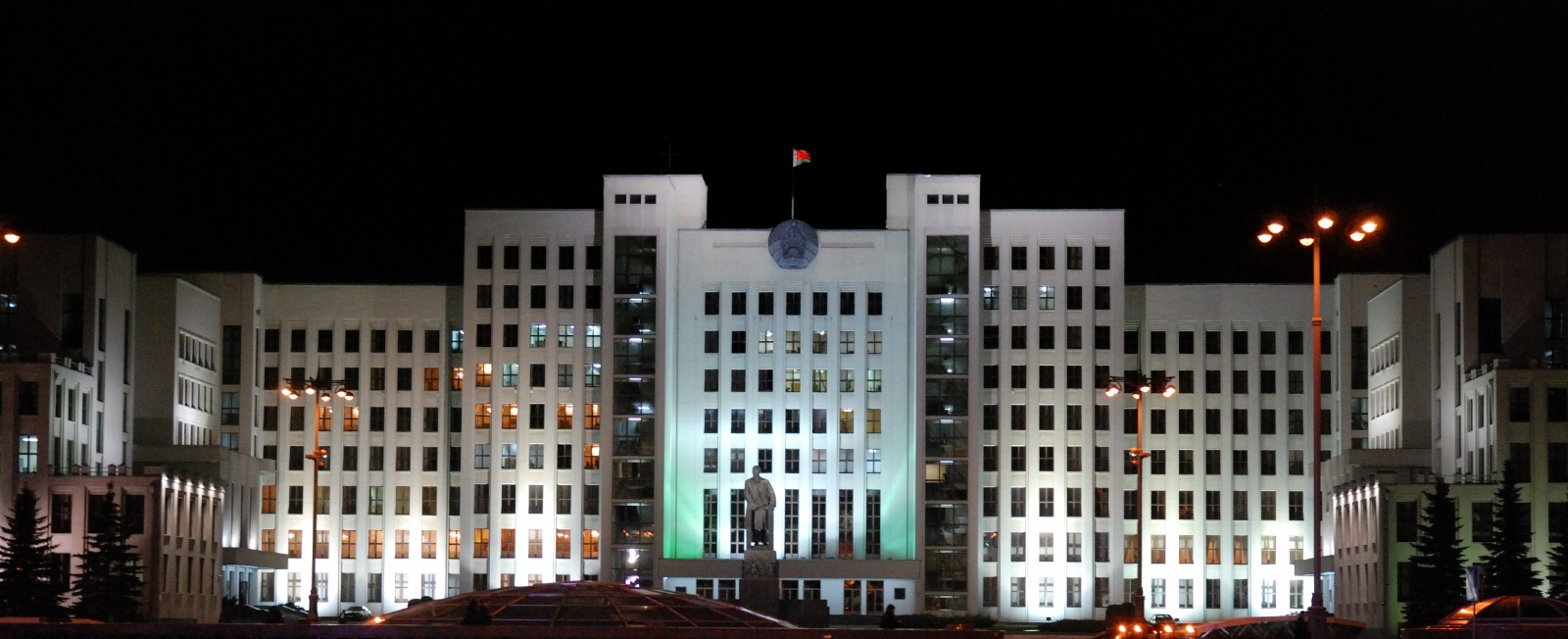
Здание Дома Правительства ночью

По предложению И. Г. Лангбарда перед Домом Правительства было решено установить памятник Ленину.

### Военное время
.

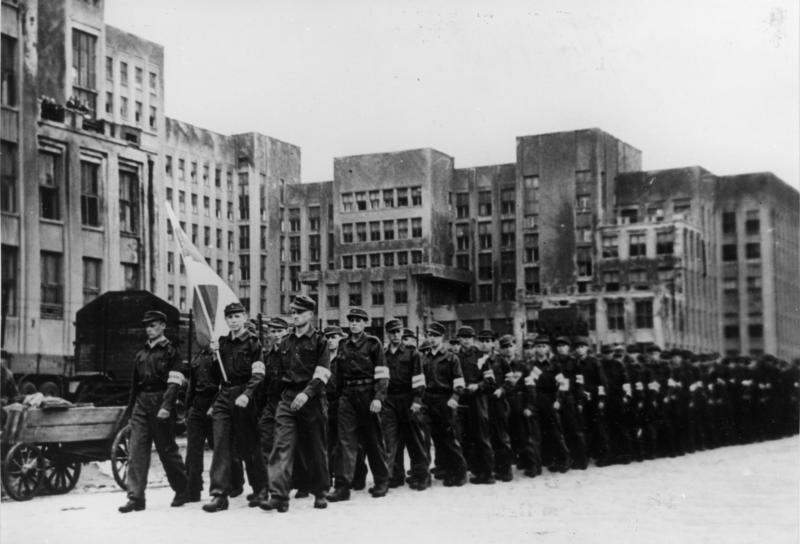
Марш Белорусский националистической коллаборационистской организации СБМ возле дома правительства. Июнь 1944

Во время оккупации Минска в годы Великой Отечественной войны в доме размещалось главное управление гестапо. Монумент Ленину был свергнут, оставлен только пьедестал с барельефами. Семиметровая бронзовая статуя была вывезена немцами в Германию, где была переплавлена. Позже в Ленинграде в мастерской Манизера нашлись формы, по которым памятник отливали в довоенные годы; по ним в 1945 году монумент восстановили.

### Послевоенные годы
После освобождения Минска перед зданием Дома правительства в скором времени был восстановлен памятник Ленину. На фронтальном барельефе памятника на флаге надпись «Уперад пад сьцягам Леніна да перамогі комунізму» (рус. «Вперёд под флагом Ленина к победе коммунизма»). Примечательно, что надпись выполнена на тарашкевице (форма белорусского языка, отменённая в 1933 г.).

## Архитектурное решение
Дом Правительства — самое крупное сооружение в белорусской архитектуре в межвоенный период. Его объем равен 240 тыс. кубометров. Несмотря на его столь большие размеры, холодные серые тона каменной штукатурки и некоторое дробление объёмов, здание не кажется громоздким и тяжеловесным.

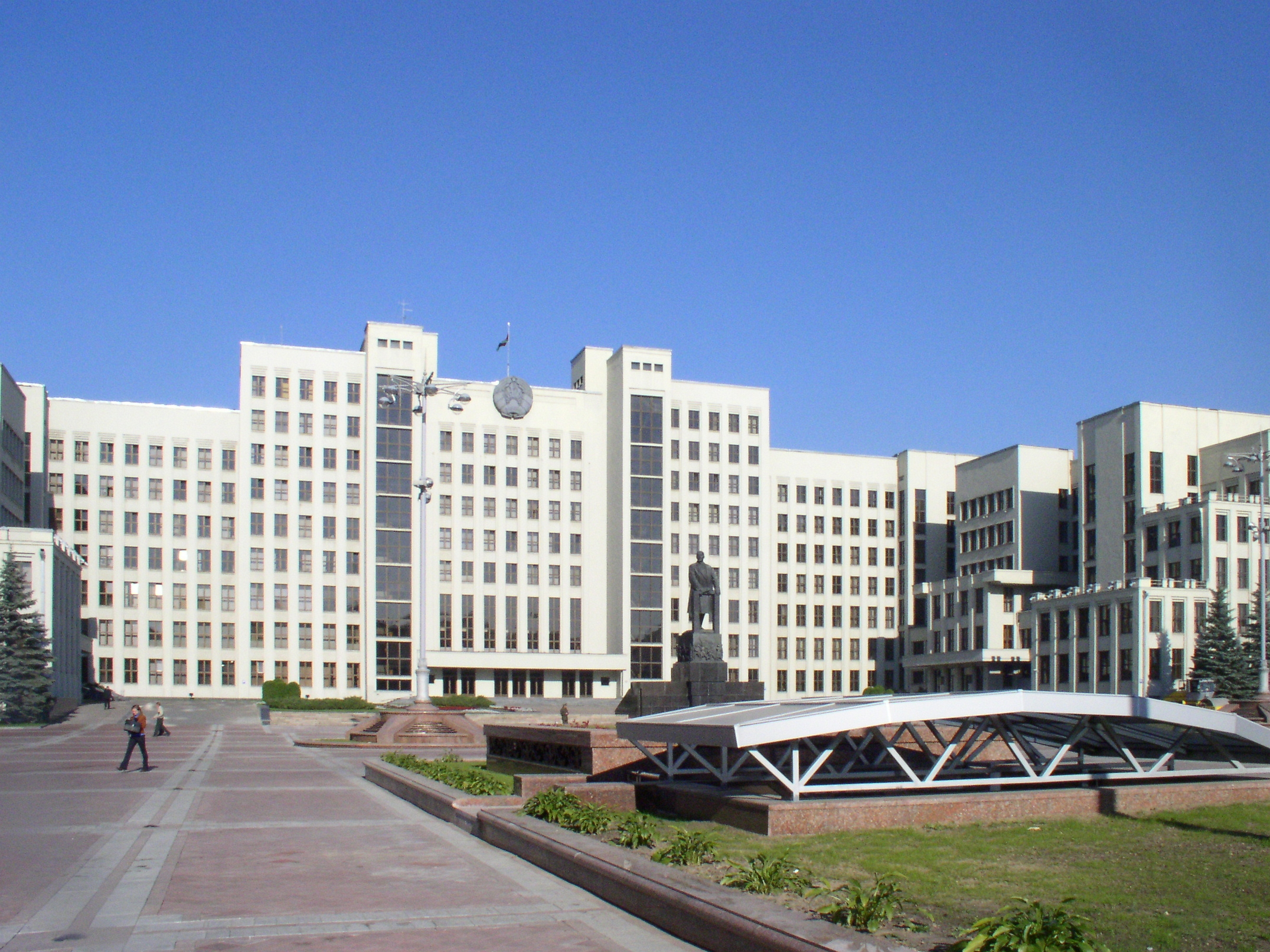
Дом правительства в Минске

Боковые крылья здания образуют парадный двор, при входе в который возвышается памятник В. И. Ленину (1934 год, скульптор М. Манизер). Памятник является центром архитектурной композиции этого монументального здания и прилегающей к нему площади. В. И. Ленин изображен выступающим на трибуне с речью перед красноармейцами, уходящими на Западный фронт. На пьедестале памятника из полированного лабрадорита — горельефы из бронзы, изображающие эпизоды истории довоенного времени: «Октябрьская революция», «Защита Родины», «Индустриализация страны», «Коллективизация сельского хозяйства».

## Комментарии
1. ↑  Оккупация Минска продолжалась с конца июня 1941 по 3 июля 1944.